# Hartl (Steiermark)

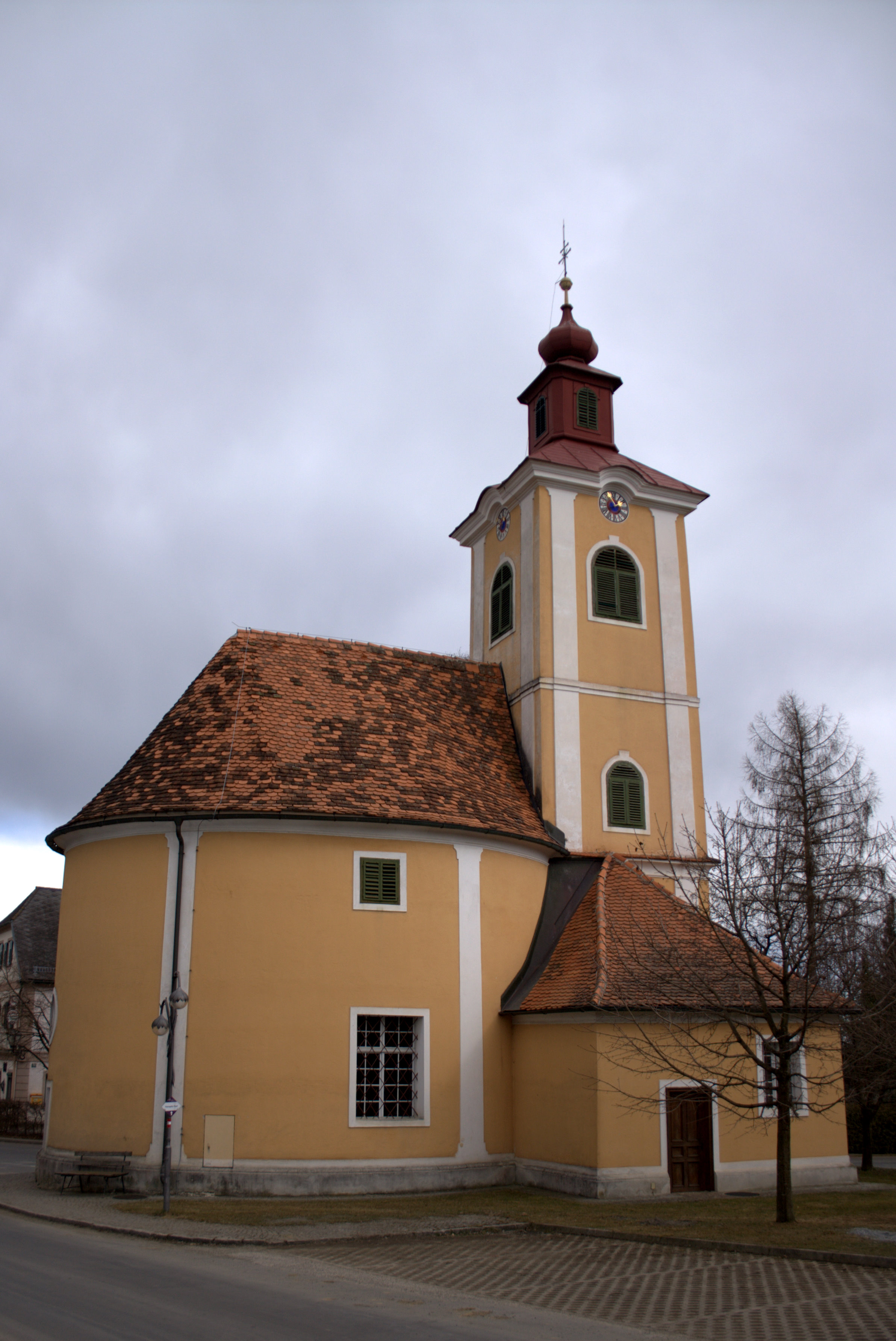
Wallfahrtskirche in Auffen

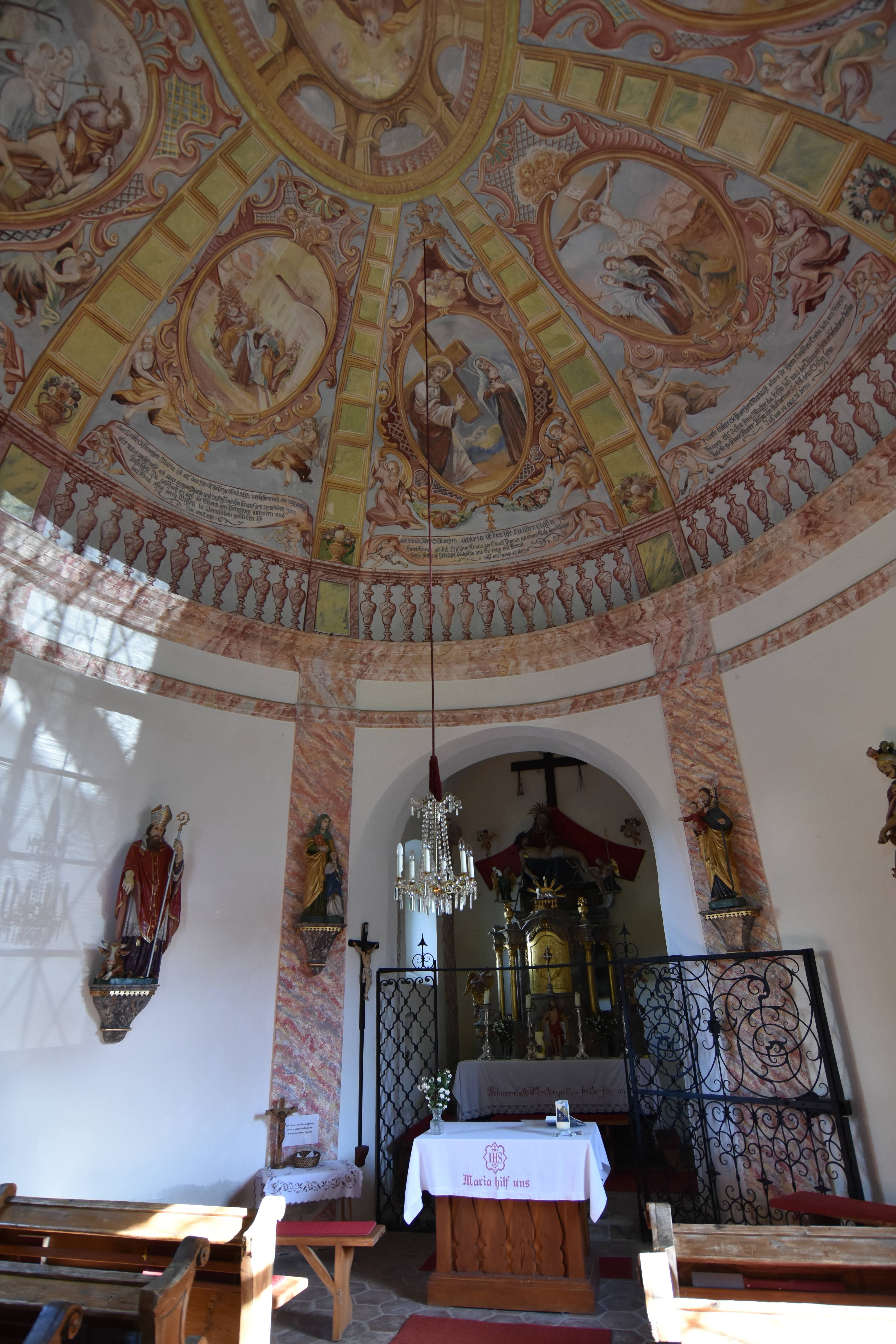
Innenansicht der Wallfahrtskirche

Hartl ist eine Gemeinde mit 2111 Einwohnern (Stand 1. Jänner 2024) im Gerichtsbezirk Fürstenfeld und im politischen Bezirk Hartberg-Fürstenfeld in der Steiermark (Österreich).

## Geographie

### Geographische Lage
Hartl liegt im oststeirischen Hügelland etwa 12 km südlich der Bezirkshauptstadt Hartberg und etwa 35 km östlich der Landeshauptstadt Graz. Das Gemeindegebiet wird vom Nörningbach im gleichnamigen Tal durchflossen, der bei Sebersdorf in die Pöllauer Safen mündet und der mit seinen Nebenflüssen das Gemeindegebiet entwässert.

### Gemeindegliederung
Das Gemeindegebiet umfasst fünf Ortschaften bzw. gleichnamige Katastralgemeinden (Einwohner: Stand 1. Jänner 2024; Fläche: Stand 31. Dezember 2023):
- Großhart (509 Ew.) KG Hart (759,11 ha)
- Hartl (758 Ew., 1.470,24 ha) mit Frauenhofen, Frauenhofengraben, Gfangen, Hochstadl, Kundegraben, Langstraße, Nörning, Rohregg und Weixelberg
- Neusiedl (141 Ew., 305,61 ha)
- Obertiefenbach (472 Ew., 402,43 ha) mit Haidbichl und Vockenberg
- Untertiefenbach (231 Ew., 437,99 ha) mit Hof und Waldhof

### Gemeindezusammenlegung
Seit 2015 ist sie im Rahmen der steiermärkischen Gemeindestrukturreform mit den Gemeinden Großhart und Tiefenbach bei Kaindorf zusammengeschlossen, die neue Gemeinde führt den Namen „Hartl“ weiter.

## Bevölkerungsentwicklung
| Hartl: Einwohnerzahlen von 1869 bis 2024            | Hartl: Einwohnerzahlen von 1869 bis 2024 | Hartl: Einwohnerzahlen von 1869 bis 2024 | Hartl: Einwohnerzahlen von 1869 bis 2024 | Hartl: Einwohnerzahlen von 1869 bis 2024 |
| --------------------------------------------------- | ---------------------------------------- | ---------------------------------------- | ---------------------------------------- | ---------------------------------------- |
| Jahr                                                |                                          |                                          |                                          | Einwohner                                |
| 1869                                                | 1869                                     |                                          | 2.003                                    | 2.003                                    |
| 1880                                                | 1880                                     |                                          | 2.094                                    | 2.094                                    |
| 1890                                                | 1890                                     |                                          | 2.091                                    | 2.091                                    |
| 1900                                                | 1900                                     |                                          | 2.074                                    | 2.074                                    |
| 1910                                                | 1910                                     |                                          | 2.049                                    | 2.049                                    |
| 1923                                                | 1923                                     |                                          | 1.985                                    | 1.985                                    |
| 1934                                                | 1934                                     |                                          | 2.133                                    | 2.133                                    |
| 1939                                                | 1939                                     |                                          | 2.025                                    | 2.025                                    |
| 1951                                                | 1951                                     |                                          | 1.802                                    | 1.802                                    |
| 1961                                                | 1961                                     |                                          | 1.844                                    | 1.844                                    |
| 1971                                                | 1971                                     |                                          | 1.922                                    | 1.922                                    |
| 1981                                                | 1981                                     |                                          | 1.895                                    | 1.895                                    |
| 1991                                                | 1991                                     |                                          | 2.067                                    | 2.067                                    |
| 2001                                                | 2001                                     |                                          | 2.151                                    | 2.151                                    |
| 2011                                                | 2011                                     |                                          | 2.133                                    | 2.133                                    |
| 2021                                                | 2021                                     |                                          | 2.126                                    | 2.126                                    |
| 2024                                                | 2024                                     |                                          | 2.111                                    | 2.111                                    |
| Quelle(n): Statistik Austria, Gebietsstand 1.1.2021 |                                          |                                          |                                          |                                          |

## Kultur und Sehenswürdigkeiten
Die Engelskapelle in Hartl wurde in den Jahren 2004 und 2005 erbaut und am 9. Oktober 2005 geweiht. Die Kapelle, die in ihrer Architektur entfernt an die Wallfahrtskirche Notre-Dame-du-Haut de Ronchamp von Le Corbusier in Frankreich erinnert, wurde innerhalb kurzer Zeit zum geistigen Mittelpunkt der Gemeinde.

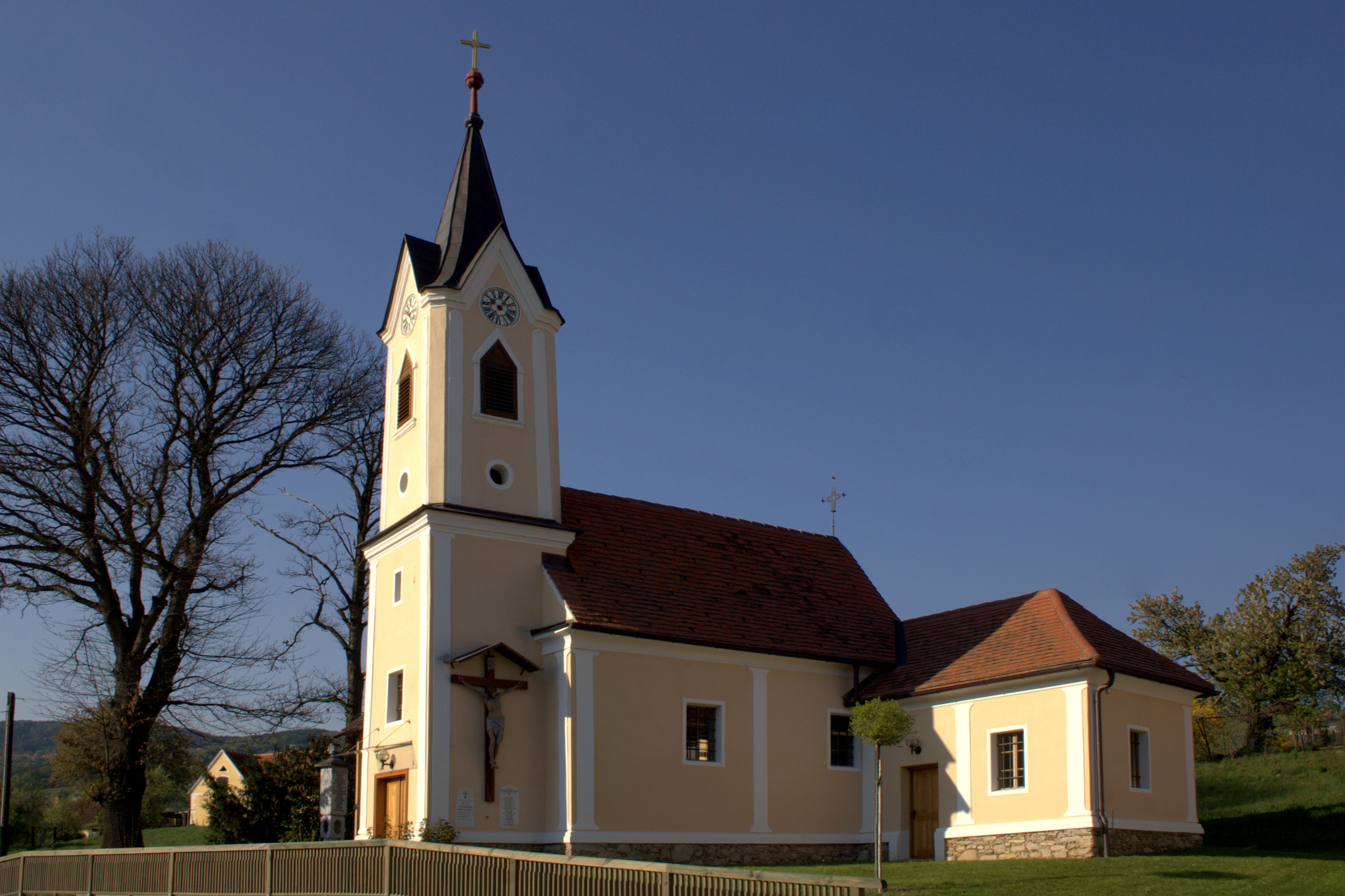
Ortskapelle in Obertiefenbach
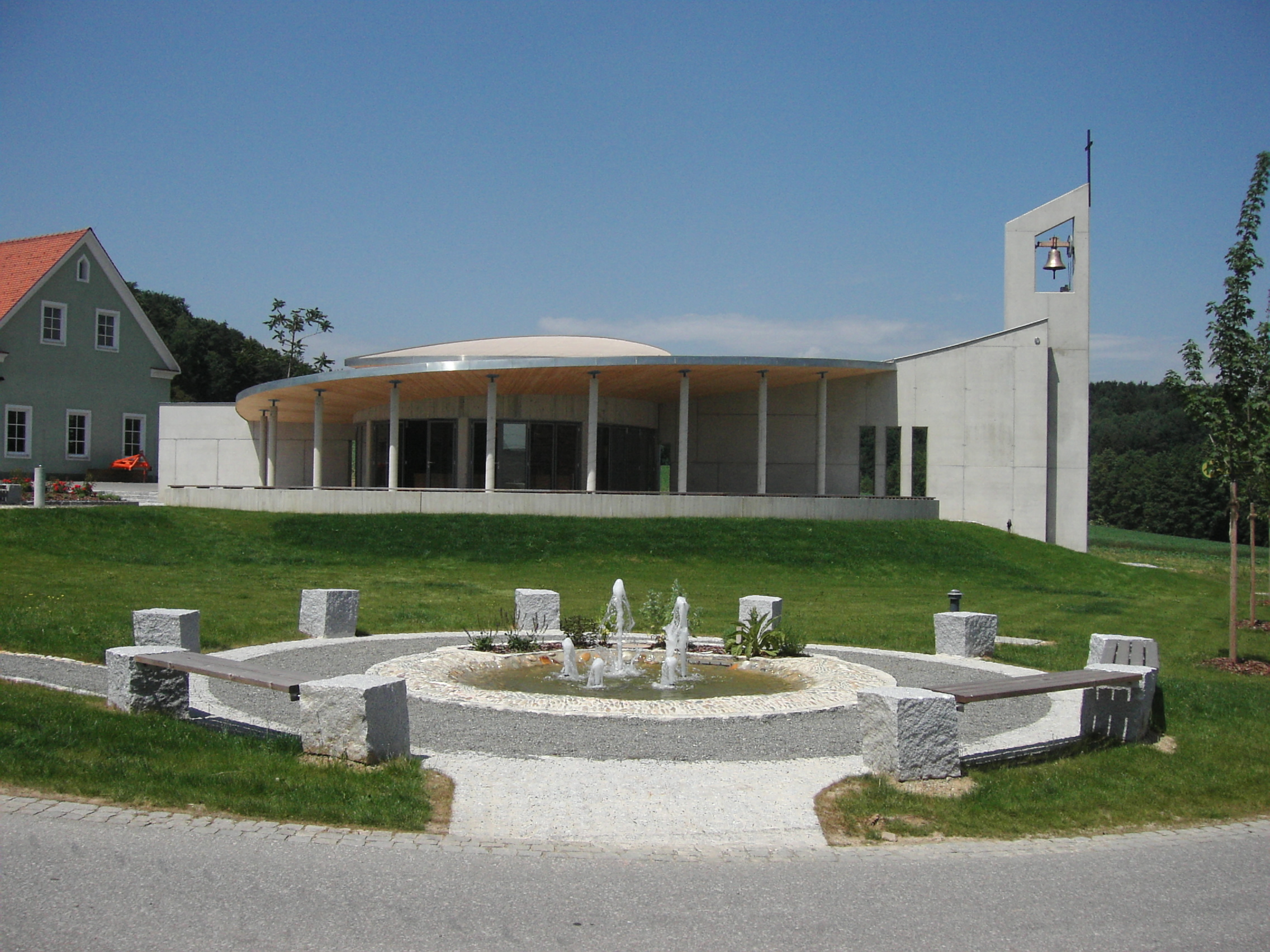
Vorderseite der Engelskapelle in Hartl
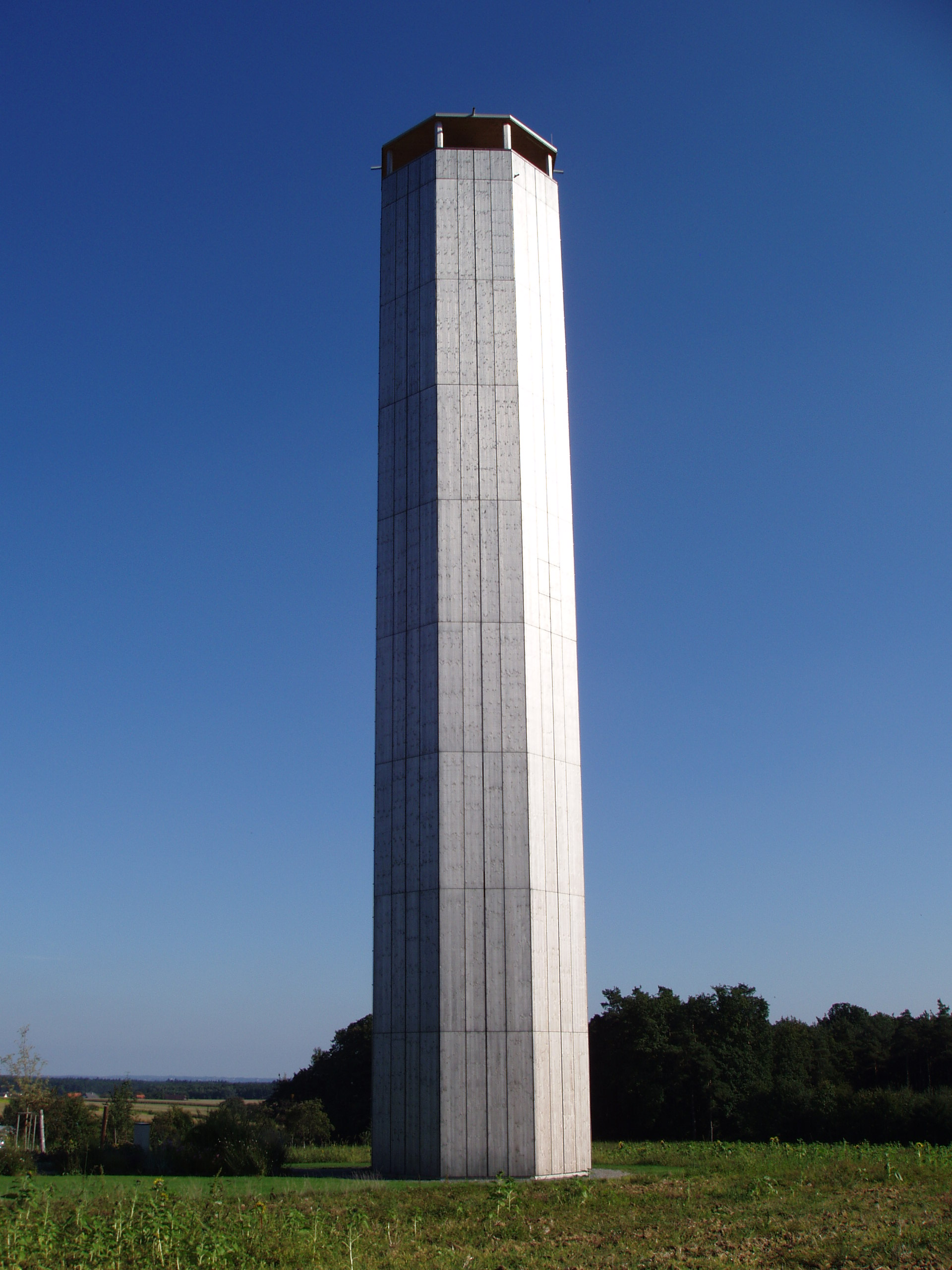
Kneipp Turm, Auffen

## Wirtschaft und Infrastruktur
An der Wechsel Bundesstraße liegt der Gewerbepark Hartl, der auf 90.000 Quadratmetern 20 Betrieben mit 200 Beschäftigten Platz bietet.

### Wirtschaftssektoren
Die folgende Tabelle zeigt die Entwicklung der Anzahl der Betriebe und der Beschäftigten in den Wirtschaftssektoren:
| Wirtschaftssektor            | Anzahl Betriebe | Anzahl Betriebe | Anzahl Betriebe | Erwerbstätige | Erwerbstätige | Erwerbstätige |
| Wirtschaftssektor            | 2021            | 2011            | 2001            | 2021          | 2011          | 2001          |
| ---------------------------- | --------------- | --------------- | --------------- | ------------- | ------------- | ------------- |
| Land- und Forstwirtschaft 1) | 99              | -               | -               | 412           | 150           | 179           |
| Produktion                   | 32              | 31              | 17              | 300           | 229           | 194           |
| Dienstleistung               | 87              | 72              | 28              | 743           | 299           | 98            |

1) Betriebe mit Fläche in den Jahren 2010 und 1999, Arbeitsstätten im Jahr 2021

### Verkehr
Hartl liegt abseits der Hauptverkehrsstraßen. Die Süd Autobahn A 2 von Wien nach Graz ist etwa acht Kilometer entfernt und über die Anschlussstelle Sebersdorf/Bad Waltersdorf (126) zu erreichen. Am nördlichen Gemeinderand verläuft die Wechsel Straße B 54 von Hartberg nach Gleisdorf. Sie ist vom Zentrum der Gemeinde etwa sieben Kilometer entfernt.
Hartl hat keinen Eisenbahnanschluss. Der nächstgelegene Bahnhof befindet sich in etwa acht Kilometer Entfernung in Bad Waltersdorf und bietet Zugang zur Thermenbahn mit zweistündlichen Regionalzug-Verbindungen nach Wien und Fehring.

## Politik

### Bürgermeister
Zum Bürgermeister wurde in der konstituierenden Sitzung des Gemeinderats am 20. April 2015 Hermann Grassl (ÖVP) gewählt. Grassl wurde am 22. Dezember 1986 Bürgermeister von Hartl und behielt diese Funktion bis zum 31. Dezember 2014. Nach der Gemeindezusammenlegung wurde er als Regierungskommissär eingesetzt. Er war zum Zeitpunkt der Wahl mit 26 Jahren der jüngste Bürgermeister Österreichs. Vizebürgermeister ist Hans-Peter Spindler (ÖVP).
Dem Gemeindevorstand gehören weiters der Vizebürgermeister Josef Radl (ÖVP/Großhart) und der Gemeindekassier Anton Peheim (ÖVP/Tiefenbach) an, womit auch die beiden ehemaligen Gemeinden im Vorstand vertreten sind.

### Gemeinderat
- ÖVP: 14
- SPÖ: 1

Der Gemeinderat wurde durch die Gemeindefusion von 9 auf 15 Mitglieder erweitert. Nach dem Ergebnis der Gemeinderatswahl 2020 setzt sich dieser aus Mandataren folgender Parteien zusammen:
| Partei          | 2020               | 2020               | 2020               | 2015               | 2015               | 2015               | 2010             | 2010             | 2010             | 2010             | 2010             | 2010             | 2010             | 2010             | 2010             |
| Partei          | Großgemeinde Hartl | Großgemeinde Hartl | Großgemeinde Hartl | Großgemeinde Hartl | Großgemeinde Hartl | Großgemeinde Hartl | Hartl            | Hartl            | Hartl            | Großhart         | Großhart         | Großhart         | Tiefenbach       | Tiefenbach       | Tiefenbach       |
| Partei          | Stimmem            | %                  | Mandate            | St.                | %                  | M.                 | St.              | %                | M.               | St.              | %                | M.               | St.              | %                | M.               |
| --------------- | ------------------ | ------------------ | ------------------ | ------------------ | ------------------ | ------------------ | ---------------- | ---------------- | ---------------- | ---------------- | ---------------- | ---------------- | ---------------- | ---------------- | ---------------- |
| ÖVP             | 1125               | 87                 | 14                 | 1043               | 71                 | 11                 | 597              | 42               | 9                | 349              | 81               | 8                | 349              | 70               | 6                |
| SPÖ             | 0100               | 08                 | 01                 | 0151               | 10                 | 01                 | 049              | 08               | 0                | 082              | 19               | 1                | 150              | 30               | 3                |
| FPÖ             | 0073               | 06                 | 0                  | 0274               | 19                 | 03                 | nicht kandidiert | nicht kandidiert | nicht kandidiert | nicht kandidiert | nicht kandidiert | nicht kandidiert | nicht kandidiert | nicht kandidiert | nicht kandidiert |
| Wahlberechtigte | 1.769              | 1.769              | 1.769              | 1.789              | 1.789              | 1.789              | 690              | 690              | 690              | 526              | 526              | 526              | 578              | 578              | 578              |
| Wahlbeteiligung | 74,2 %             | 74,2 %             | 74,2 %             | 84 %               | 84 %               | 84 %               | 96 %             | 96 %             | 96 %             | 83 %             | 83 %             | 83 %             | 88 %             | 88 %             | 88 %             |

| Partei          | 2005    | 2005  | 2005    | 2000  | 2000  | 2000  | 1995  | 1995  | 1995  | 1990   | 1990   | 1990   |
| Partei          | Hartl   | Hartl | Hartl   | Hartl | Hartl | Hartl | Hartl | Hartl | Hartl | Hartl  | Hartl  | Hartl  |
| Partei          | Stimmem | %     | Mandate | St.   | %     | M.    | St.   | %     | M.    | St.    | %      | M.     |
| --------------- | ------- | ----- | ------- | ----- | ----- | ----- | ----- | ----- | ----- | ------ | ------ | ------ |
| ÖVP             | 568     | 92    | 9       | 497   | 92    | 9     | 516   | 92    | 9     | 500    | 94     | 9      |
| SPÖ             | 052     | 08    | 0       | 042   | 08    | 0     | 042   | 08    | 0     | 033    | 06     | 0      |
| Wahlberechtigte | 675     | 675   | 675     | 618   | 618   | 618   |       |       |       |        |        |        |
| Wahlbeteiligung | 95 %    | 95 %  | 95 %    | 94 %  | 94 %  | 94 %  | 97 %  | 97 %  | 97 %  | 99,8 % | 99,8 % | 99,8 % |

### Regionalpolitik
Die Gemeinde gehört zur LEADER-Region Oststeirisches Kernland und ist seit 2007 Teil der Ökoregion Kaindorf.
Am 20. November 2011 stimmten die Wahlberechtigten der Gemeinden Dienersdorf, Ebersdorf, Großhart, Hartl, Hofkirchen bei Hartberg, Kaindorf und Tiefenbach bei Kaindorf darüber ab, ob diese sieben Gemeinden anlässlich der Gemeindestrukturreform (2015 umgesetzt) zu einer Großgemeinde zusammengelegt werden sollen. Bei einer Wahlbeteiligung von insgesamt 65,66 % wurden 3351 gültige Stimmen gezählt. Von diesen sprachen sich lediglich 436 Wähler (13 %) für eine Zusammenlegung der Gemeinden aus, während 2915 Wähler (87 %) gegen eine Fusion stimmten. Damit wurde den Plänen der Steiermärkischen Landesregierung eine deutliche Absage erteilt.

### Wappen

Wappen der Vorgängergemeinden
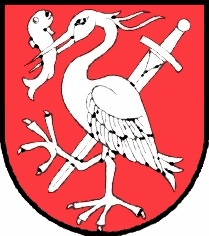
Großhart
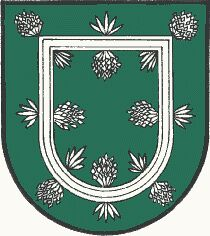
Hartl
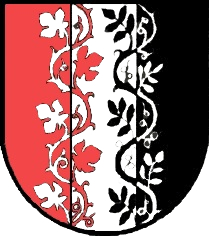
Tiefenbach bei Kaindorf.jpg

Als Folge der Gemeindezusammenlegung sind die drei Gemeindewappen seit 2015 nicht mehr gültig. Ein neues Wappen für die Fusionsgemeinde muss von der Steiermärkischen Landesregierung verliehen werden.
Die Verleihung des alten Gemeindewappens für Hartl erfolgte mit Wirkung vom 1. September 1989.
Blasonierung (Wappenbeschreibung) des Wappens bis 2014:
„In Grün silbern ein gegenständig mit benadelten Föhrenzapfen besteckter Doppelstabinnenbord.“